# برآفتاب (مقاطعة دورود)
برآفتاب (بالفارسية: برآفتاب) هي قرية تقع في قسم دورود الريفي (مقاطعة دورود) في إيران. يقدر عدد سكانها بـ 110 نسمة بحسب إحصاء 2016.